# Discografia delle Haim
La discografia delle Haim, gruppo musicale statunitense, comprende quattro album in studio, cinque EP e 25 singoli, di cui quattro in collaborazione con altri artisti.

## Album in studio
| Anno | Titolo | Posizione massima | Posizione massima | Posizione massima | Posizione massima | Posizione massima | Posizione massima | Posizione massima | Posizione massima | Posizione massima | Posizione massima | Certificazioni           |
| Anno | Titolo | US                | AUS               | CAN               | FRA               | GER               | IRE               | NLD               | NZ                | SWI               | UK                | Certificazioni           |
| ---- | --- | ----------------- | ----------------- | ----------------- | ----------------- | ----------------- | ----------------- | ----------------- | ----------------- | ----------------- | ----------------- | ------------------------ |
| 2013 | Days Are Gone - Pubblicato: 27 settembre 2013 - Etichetta: Polydor Records - Formati: CD, LP, MC, download digitale, streaming        | 6                 | 2                 | 7                 | —                 | 30                | 4                 | 32                | 12                | 35                | 1                 | - AUS: Oro - UK: Platino |
| 2017 | Something to Tell You - Pubblicato: 7 luglio 2017 - Etichetta: Columbia Records - Formati: CD, LP, download digitale, streaming       | 7                 | 4                 | 11                | —                 | 44                | 4                 | 46                | 11                | 26                | 2                 | - UK: Argento            |
| 2020 | Women in Music Pt. III - Pubblicato: 26 giugno 2020 - Etichetta: Columbia Records - Formati: CD, LP, MC, download digitale, streaming | 13                | 7                 | 37                | 187               | 27                | 5                 | 41                | 37                | 11                | 1                 | - UK: Argento            |
| 2025 | I Quit - Pubblicato: 20 giugno 2025 - Etichetta: Columbia Records - Formati: CD, LP, MC, download digitale, streaming                 | 25                | 20                | —                 | —                 | 19                | 36                | 48                | 15                | 37                | 3                 |                          |

## Extended play
| Anno | Titolo e dettagli |
| ---- | --- |
| 2012 | Forever - Pubblicato: 2 luglio 2012 - Etichetta: National Anthem - Formati: download digitale                         |
| 2012 | iTunes Festival: London 2012 - Pubblicato: 7 novembre 2012 - Etichetta: Columbia Records - Formati: download digitale |
| 2013 | Spotify Sessions - Pubblicato: 18 giugno 2013 - Etichetta: Columbia Records - Formati: streaming                      |
| 2013 | iTunes Festival: London 2013 - Pubblicato: 15 ottobre 2013 - Etichetta: Columbia Records - Formati: download digitale |
| 2017 | Spotify Singles - Pubblicato: 18 giugno 2017 - Etichetta: Columbia Records - Formati: streaming                       |

## Singoli

### Come artiste principale
| 2012                                                                                          | Forever                                        | —  | 148 | —  | —  | 75  | Days Are Gone          |
| 2012                                                                                          | Don't Save Me                                  | 66 | —   | 70 | —  | 75  | Days Are Gone          |
| 2013                                                                                          | Falling                                        | 85 | —   | 61 | —  | 30  | Days Are Gone          |
| 2013                                                                                          | The Wire                                       | 12 | —   | 26 | 17 | 16  | Days Are Gone          |
| 2014                                                                                          | If I Could Change Your Mind                    | —  | —   | 52 | —  | 27  | Days Are Gone          |
| 2014                                                                                          | My Song 5 (feat. ASAP Ferg)                    | —  | —   | —  | —  | 183 | Days Are Gone          |
| 2017                                                                                          | Want You Back                                  | 54 | 164 | 88 | —  | 56  | Something to Tell You  |
| 2017                                                                                          | Little of Your Love (solo o remix di BloodPop) | 85 | —   | —  | —  | —   | Something to Tell You  |
| 2017                                                                                          | Nothing's Wrong                                | —  | —   | —  | —  | —   | Something to Tell You  |
| 2019                                                                                          | Summer Girl                                    | —  | —   | —  | —  | —   | Women in Music Pt. III |
| 2019                                                                                          | Now I'm in It                                  | —  | —   | —  | —  | —   | Women in Music Pt. III |
| 2019                                                                                          | Hallelujah                                     | —  | —   | —  | —  | —   | Women in Music Pt. III |
| 2020                                                                                          | The Steps                                      | —  | —   | —  | —  | —   | Women in Music Pt. III |
| 2020                                                                                          | I Know Alone                                   | —  | —   | —  | —  | —   | Women in Music Pt. III |
| 2020                                                                                          | Don't Wanna                                    | —  | —   | —  | —  | —   | Women in Music Pt. III |
| 2021                                                                                          | Gasoline (feat. Taylor Swift)                  | —  | —   | —  | —  | —   | Women in Music Pt. III |
| 2022                                                                                          | Lost Track                                     | —  | —   | —  | —  | —   | N.D.                   |
| 2025                                                                                          | Relationships                                  | —  | —   | —  | —  | 71  | I Quit                 |
| 2025                                                                                          | Everybody's Trying to Figure Me Out            | —  | —   | —  | —  | —   | I Quit                 |
| 2025                                                                                          | Down to Be Wrong                               | —  | —   | —  | —  | —   | I Quit                 |
| 2025                                                                                          | Take Me Back                                   | —  | —   | —  | —  | —   | I Quit                 |
| "—" indica che l'opera non si è classificata o che non è stata pubblicata in quel territorio. |                                                |    |     |    |    |     |                        |

### Come artiste ospite
| Anno                                                                                          | Titolo                                      | Posizione massima | Posizione massima | Posizione massima | Posizione massima | Posizione massima | Posizione massima | Posizione massima | Posizione massima | Posizione massima | Posizione massima | Album                                   |
| Anno                                                                                          | Titolo                                      | US                | AUS               | CAN               | FRA               | GER               | IRE               | NLD               | NZ                | SWI               | UK                | Album                                   |
| --------------------------------------------------------------------------------------------- | ------------------------------------------- | ----------------- | ----------------- | ----------------- | ----------------- | ----------------- | ----------------- | ----------------- | ----------------- | ----------------- | ----------------- | --------------------------------------- |
| 2014                                                                                          | Bite Down (Bastille feat. Haim)             | —                 | —                 | —                 | —                 | —                 | —                 | —                 | —                 | —                 | —                 | VS. (Other People's Heartache, Pt. III) |
| 2015                                                                                          | Pray to God (Calvin Harris feat. Haim)      | 106               | 10                | 68                | 53                | 23                | 21                | 59                | 39                | 61                | 35                | Motion                                  |
| 2018                                                                                          | Saturdays (Twin Shadow feat. Haim)          | —                 | —                 | —                 | —                 | —                 | —                 | —                 | —                 | —                 | —                 | Caer                                    |
| 2020                                                                                          | No Body, No Crime (Taylor Swift feat. Haim) | 34                | 16                | 11                | —                 | —                 | 11                | —                 | 29                | —                 | 19                | Evermore                                |
| "—" indica che l'opera non si è classificata o che non è stata pubblicata in quel territorio. |                                             |                   |                   |                   |                   |                   |                   |                   |                   |                   |                   |                                         |